# Hörbacher Montagsbrettl
Das Hörbacher Montagsbrettl ist eine Kleinkunstbühne in Oberbayern für Kabarett, Comedy, Literatur und außergewöhnliche Musik. Es ist die älteste noch existierende Kleinkunstbühne Bayerns.

## Geschichte
Das Hörbacher Montagsbrettl wurde am 20. Oktober 1975 von Toni Drexler in dem 360-Seelen-Dorf Hörbach (Gemeinde Althegnenberg) im Landkreis Fürstenfeldbruck gegründet. Kurze Zeit später trat auch sein Bruder Jakob Drexler mit ein.
1993 gründete sich der Förderverein Hörbacher Montagsbrettl e.V., der seit 2001 auch als Veranstalter auftritt. 
Seit 1980 veranstaltet das Hörbacher Montagsbrettl alle fünf Jahre ein Kleinkunst/Kabarett-Festival in einem Festzelt. Es werden aktuelle Kabarettproduktionen aus dem deutschsprachigen Raum sowie außergewöhnliche Musikveranstaltungen nach Hörbach geholt. Das letzte Brettl-Festival fand vom 10. bis 19. September 2010 im Theaterzelt in Hörbach statt. 
Im Jahr 2000 erhielt das Hörbacher Montagsbrettl den ersten Preis des renommierten Tassilo-Preises der Süddeutschen Zeitung.

## Bühnen
Die Veranstaltungen des Hörbacher Montagsbrettls finden seit 1975 im Wirtshaus zum Sandmeir in Hörbach statt. Daneben gibt es den Spielort Gasthof Drexl im benachbarten Steinbach (Gemeinde Moorenweis) und den Theaterstadel Heinrichshofen (Gemeinde Egling an der Paar). Früher fanden auch Veranstaltungen in der Schlosswirtschaft Weyhern bei Egenhofen und in Althegnenberg statt. Außerdem finden alljährlich ein bis zwei Volkstanzveranstaltungen im ehem. Gasthaus Eder in Hofhegnenberg (Gemeinde Steindorf) statt.

## Aufgetreten im Hörbacher Montagsbrettl (Auswahl)
Biermösl Blosn, Helmut Eckl, Mehlprimeln, Guglhupfa, Rudi Zapf, Kol Simcha, Münchner Lach- und Schießgesellschaft, Gerhard Polt, Georg Ringsgwandl, Sigi Zimmerschied, Jörg Hube, Holger Paetz, Fredl Fesl, Bruno Jonas, Andreas Giebel, Andreas Rebers, Franz Hohler, Luise Kinseher, Helmut Schleich, Dieter Hildebrandt, Matthias Koeppel, Ottfried Fischer, Martina Schwarzmann und viele mehr.